# Distretto di Nishimatsuura
Il distretto di Nishimatsuura (西松浦郡, Nishimatsuura-gun?) è uno dei distretti della prefettura di Saga, in Giappone.
Attualmente fa parte del distretto solo il comune di Arita.
| Controllo di autorità | VIAF (EN) 260252057 · NDL (EN, JA) 00553833 |